# Bulbophyllum calvum
Bulbophyllum calvum är en orkidéart som beskrevs av Victor Samuel Summerhayes. Bulbophyllum calvum ingår i släktet Bulbophyllum och familjen orkidéer. Inga underarter finns listade i Catalogue of Life.